# Alcalá de la Vega
Alcalá de la Vega település Spanyolországban, Cuenca tartományban. Alcalá de la Vega Algarra, Campillos-Paravientos, Fuentelespino de Moya, Salinas del Manzano és Salvacañete községekkel határos. Lakosainak száma 70 fő (2024).

## Népesség
A település lakosságának változását az alábbi diagram mutatja:
| Lakosok száma | 174  | 160  | 152  | 151  | 152  | 107  | 97   | 93   | 85   | 70   |
|               | 2001 | 2004 | 2006 | 2009 | 2011 | 2014 | 2016 | 2019 | 2021 | 2024 |